# محاصره سیگت‌وار
محاصرهٔ سیگت‌وار یا نبرد سیگت‌وار (مجاری: Szigetvár ostroma; کرواتی: Bitka kod Sigeta, Sigetska bitka; ترکی استانبولی: Zigetvar Kuşatması)، نبردی در سال ۱۵۶۶ میلادی بود که بین مدافعان قلعه سیگت‌وار به فرماندهی نیکولا زرینسکی و سپاه سلطان سلیمان یکم درگرفت. در این نبرد بیش از ۲۰ هزار نفر از سپاه عثمانی و تقریباً تمام نفرات سپاه مجارستان کشته شدند. نیکولا زرینسکی و سلطان سلیمان هر دو در طول نبرد جان خود را از دست دادند؛ زرینسکی در حمله نهایی و سلیمان در خیمه خود به مرگ طبیعی مرد.
این محاصره با پیروزی شکست‌آمیز سپاه عثمانی پایان یافت، ولی پیشروی آن‌ها به سوی وین مسدود شد و پایتخت هابسبورگ‌ها تا ۱۶۸۳ (که نبرد وین درگرفت) دوباره مورد تهدید قرار نگرفت. اهمیت این نبرد به حدی تلقی می‌شد که کاردینال ریشلیو کشیش و سیاستمدار فرانسوی، آن را «نبردی که تمدن غرب را نجات داد» توصیف کرد. در کرواسی و مجارستان محاصره قلعه، الهام‌بخش چندین اثر هنری همچون شعر حماسی محاصره سیگت اثر میکلوش زرینی، نوه‌زاده نیکولا زرینسکی بوده است.

## موقعیت منطقه

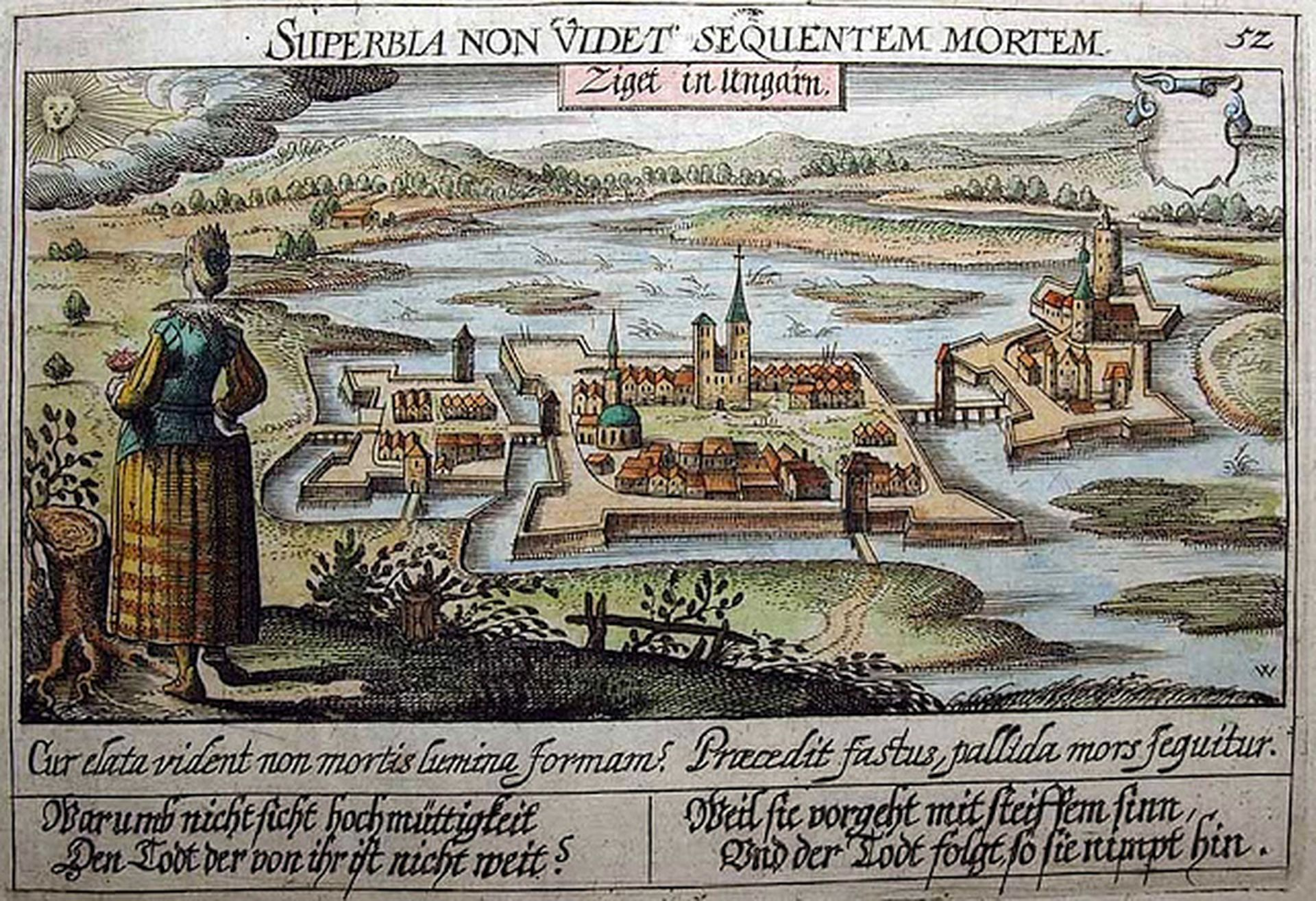
یک برداشت هنری از قلعه سیگت‌وار، در سال ۱۶۳۵ میلادی.

بخش شمالی این منطقه که توسط دراوا، شاخه اصلی رود دانوب تقسیم شده، جنوب غربی فرادانوب را تا شمال دریاچه بالاتون در مجارستان امروز در بر می‌گرفت؛ درحالی که بخش جنوبی آن شامل شرق کرواسی (اسلاونیا) و سراسر ساوا و ارتفاعات شمال شرقی بوسنی بود. این ناحیه ناهمگون، غربی‌ترین پایگاه امپراتوری عثمانی در اروپا و بیشتر از هر زمان دیگری قبل یا بعد از آن به یک واحد جغرافیایی مستقل نزدیک بود.
آب شهر سیگت‌وار را به سه بخش تقسیم کرده بود: شهر قدیمی، شهر جدید و قلعه آن که هر کدام توسط پل و گذرگاه به خشکی متصل می‌شدند. اگرچه این قلعه در زمینی مرتفع ساخته نشده بود، اما قلعه درونی که بیشتر منطقه قلعه امروزی در آن قرار دارد، مستقیماً در دسترس مهاجمان نبود؛ به این دلیل که قبل از شروع حمله نهایی به قلعه داخلی، دو دیوار بیرونی دیگر باید تسخیر می‌شد.

## پیش‌زمینه

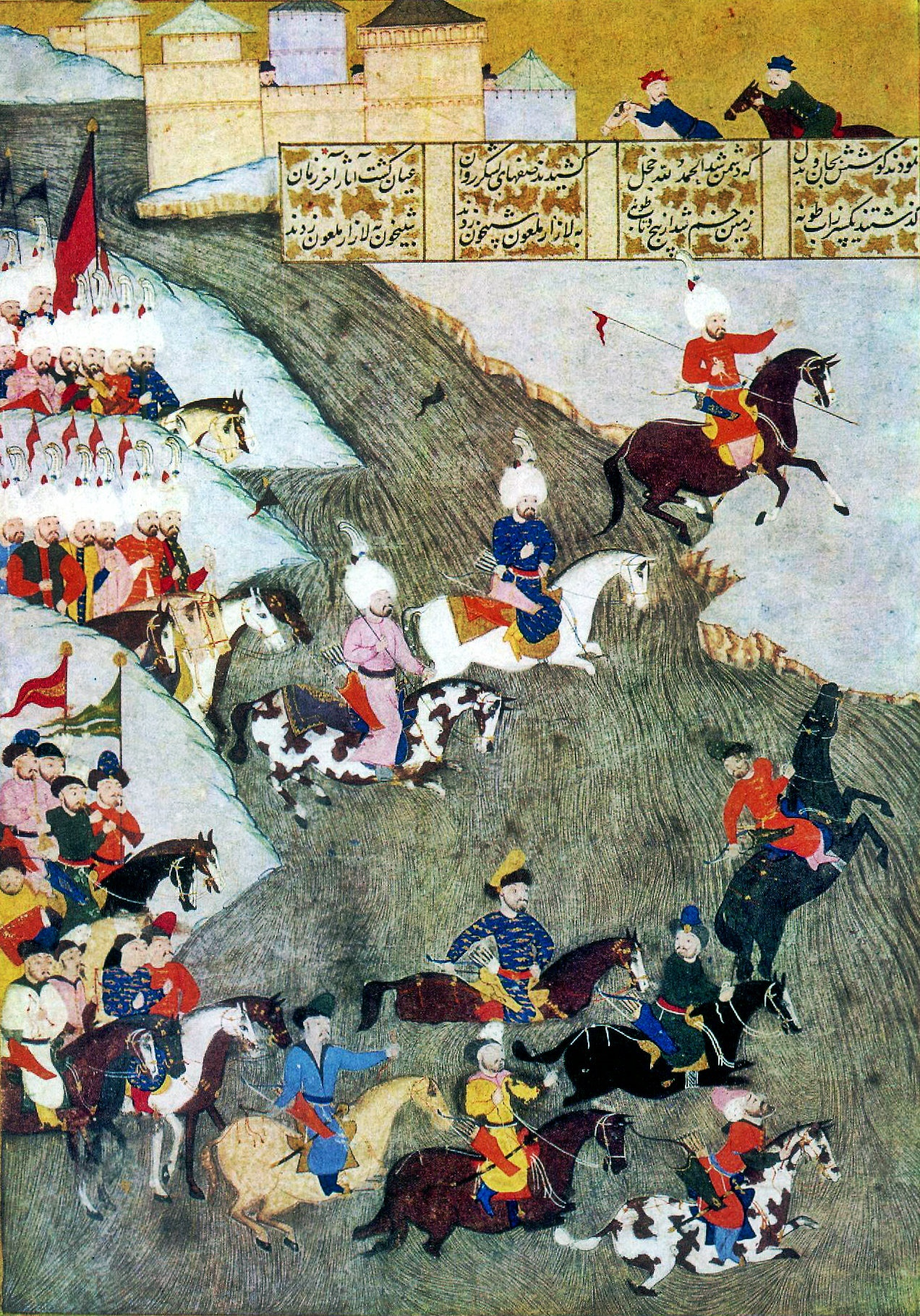
پیش‌قراولان تاتار سپاه سلطان سلیمان در یک مینیاتور عثمانی.

قلعه سیگت‌وار، مسیرهای تدارکاتی ارتش عثمانی در مجارستان را تهدید می‌کرد و تسخیر آن پس از محاصره ناموفق سال ۱۵۵۶ به عنوان هدفی استراتژیک مد نظر بود. سلیمان یکم بنا داشت فتوحات اروپایی خود را با تصرف وین تکمیل کند. هابسبورگ‌ها و عثمانی از سال ۱۵۲۶ تا ۱۵۶۸ در قلمرو پادشاهی مجارستان و چندین سرزمین مجاور در جنوب شرقی اروپا با یکدیگر در جنگ بودند. با وجود اینکه دست برتر با ارتش عثمانی بود؛ اما آن‌ها زمان قابل توجهی را در محاصره بسیاری از قلعه‌های مرزی مجارستان از دست دادند و خطوط ارتباطی‌شان در خطر قرار گرفت. به‌علاوه، آن جنگ‌ها هیچ نتیجه تعیین‌کننده‌ای به همراه نداشت. در پایان درگیری، قلمرو مجارستان به چندین منطقه تحت کنترل تقسیم شد که از جمله آن ترانسیلوانی، تابع عثمانی بود. جنگ جانشینی هم‌زمان بین پادشاهی مجارستان غربی تحت کنترل هابسبورگ‌ها و پادشاهی مجارستان شرقی عثمانی تحت کنترل یانوش دوم خود به‌عنوان جنگ کوچک در مجارستان شناخته می‌شود.

## لشکرکشی عثمانیان
در مه ۱۵۶۶، سلیمان ۷۲ ساله با وجود ابتلا به نقرس بر تخت روان، سیزدهمین لشکرکشی زندگی خود (هفتمین به مجارستان) را آغاز و استانبول را با یکی از بزرگ‌ترین سپاه‌های خود ترک کرد.
در مقابل، گراف مجار و بان کرواسی، نیکولا زرینسکی، یکی از بزرگ‌ترین ملاکان مجارستان، باتجربهٔ جنگ‌های مرزی قرار داشت. زرینسکی چندین حمله را به اوسییک، ایلک و جاکوو رهبری کرده بود که اغلب با حمایت روستاییان محلی همراه بود؛ بنابراین برای عثمانی ضروری بود که این مانع را که منجر به محاصره قلعه سیگت‌وار شد، از میان بردارد.
پس از یک راهپیمایی چهل و نه روزه، در ۲۷ ژوئن سلیمان به بلگراد رسید و با یانوش دوم ملاقات کرد که پیشتر وعده حکومت کل مجارستان را گرفته بود. سلیمان تصمیم گرفت حمله خود به اِگِر را به تعویق بیندازد و در عوض به زرینسکی در سیگت‌وار حمله کند تا او را به عنوان یک تهدید از میان بردارد.

### محاصره قلعه

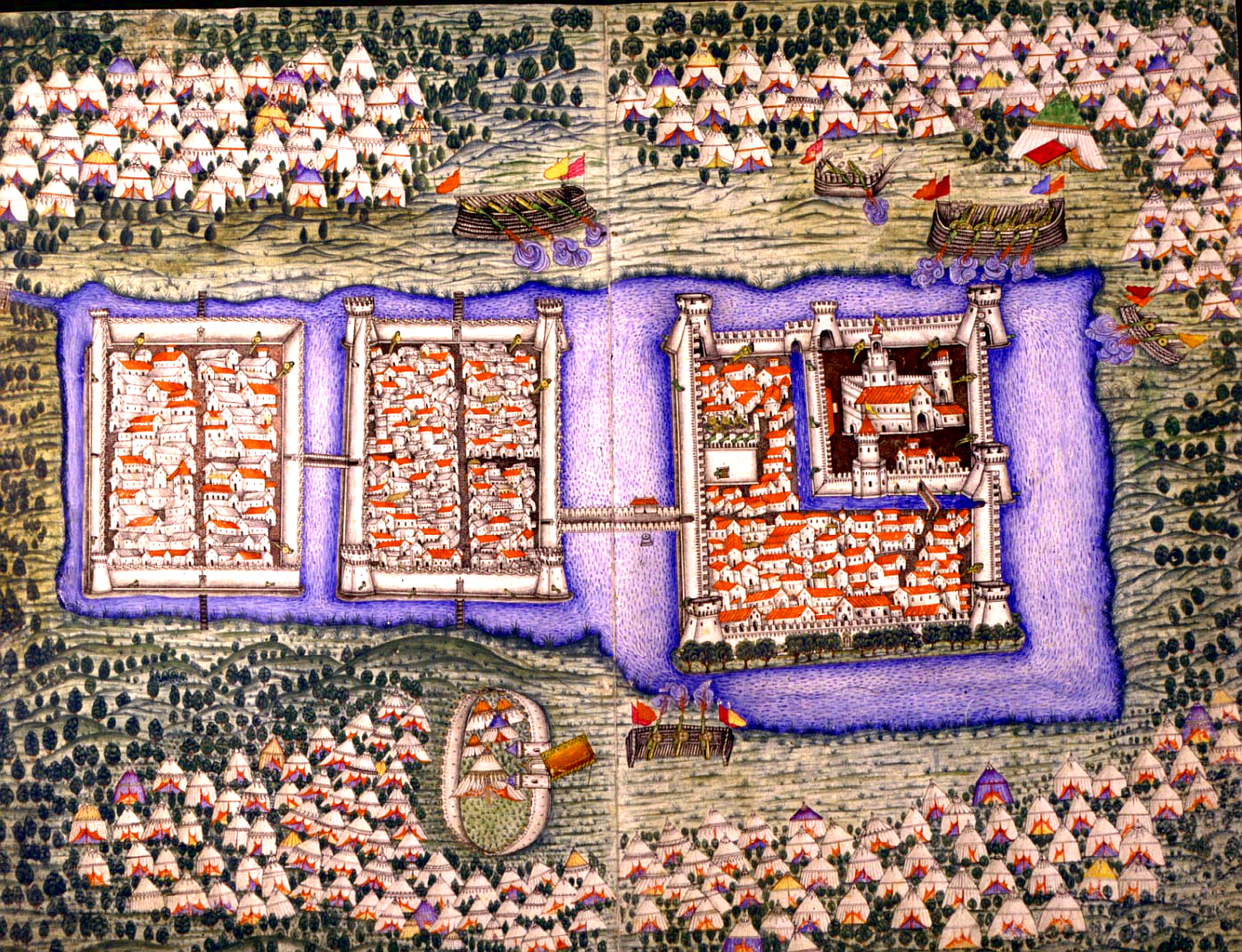
یک مینیاتور عثمانی از محاصره سیگت‌وار، موزه کاخ طوپقاپو، استانبول.

اولین حمله پیش‌تازان ترک در روز ۲ اوت ۱۵۶۶، با موفقیت توسط مدافعان قلعه دفع و باعث خسارت قابل توجهی به سپاه عثمانی شد. پس از رسیدن سلیمان با نیروی اصلی در ۵ اوت، خیمه‌های جنگی در تپه مشرف به قلعه برپا شد. سلطان در اردوگاه خود گزارش‌های پیشرفت نبرد را از وزیر اعظم خود صوقوللی محمد پاشا، فرمانده واقعی عملیاتی دریافت می‌کرد.
زرینسکی خود را در محاصره ارتشی متخاصم با حداقل ۱۵۰٬۰۰۰ سرباز و توپخانه قدرتمند یافت. نیروهای او، تنها ۲٬۳۰۰ سرباز کروات و مجاری که پیش از محاصره بسیج کرده بود، شامل سربازان دوست و متحد او بودند؛ اکثر مدافعان، کروات و گروه قابل توجهی مجار هم در نیروهای مسلح و هم در رهبری حضور داشتند.
شروع محاصره در ۶ اوت به دستور سلیمان با حمله به باروها بود که آن نیز دفع شد. علیرغم اینکه مدافعان فاقد نیروی انسانی بودند و تعداد نفرات دشمن بسیار بیشتر بود، هیچ نیروی کمکی از وین ارسال نشد.
پس از بیش از یک ماه مبارزه طاقت‌فرسا و خونین، معدود مدافعان باقی‌مانده به شهر قدیمی سیگت‌وار عقب‌نشینی کردند. ترغیب به تسلیم زرینسکی و پیشنهاد رهبری کرواسی تحت نفوذ عثمانی نتیجه‌بخش نبود و او به مبارزه ادامه داد. ماکسیمیلیان دوم و ۸۰٬۰۰۰ سربازش در نزدیکی دیور اردو زده بودند؛ ولی با وجود فرستادن پیغام‌های درخواست کمک، به عثمانی حمله نکردند.
سلیمان در روز ۶ سپتامبر در خیمه خود درگذشت اما تنها حلقه درونی سلطان از مرگ او مطلع بودند؛ مرگ او به مدت ۴۸ روز مخفی ماند. تنها یک پیک به سوی سلیم دوم، جانشین سلیمان، از اردوگاه اعزام شد.

### نبرد نهایی
نبرد نهایی در ۷ سپتامبر، یک روز پس از مرگ سلیمان آغاز شد. دیوارهای قلعه توسط جنگ تونل با سوخت چوب یا مواد منفجره به تلی ویرانه تبدیل شده بود. در صبح روز آخر با شلیک پیاپی تسلیحات کوچک، آتش یونانی و یک توپ متمرکز، بیش از ۱۰٬۰۰۰ گلوله توپ به داخل قلعه پرتاب شد. به‌زودی آخرین سنگر قلعه سیگت‌وار به آتش کشیده شد و ترکان به شهر هجوم آوردند.

### منفجر کردن انبار مهمات
قبل از خروج نهایی از قلعه، زرینسکی دستور آتش زدن انبار مهمات با فتیله را داده بود. در بدو ورود ترکان به قلعه آن‌ها در تله انفجاری افتادند. گفته می‌شود ۳۰۰۰ ترک در انفجار کشته شدند.
زرینسکی اجازه نداد به قلعه نفوذ شود. درحالی که ترکان در امتداد یک پل باریک به جلو فشار می‌آوردند، مدافعان ناگهان دروازه را باز کردند و با شلیک خمپاره بزرگی پر از آهن، ۶۰۰ مهاجم را کشتند. سپس زرینسکی دستور حمله داد و سربازان باقی‌مانده حمله را به بیرون از قلعه شروع کردند. زرینسکی از جراحت تفنگ در سینه و سرش کشته شد.

## پیامد
تقریباً تمام قلعه پس از نبرد از بین رفت ولی تلفات عثمانی‌ها بسیار سنگین بود. گفته می‌شود که سه پاشا، ۷٬۰۰۰ ینی‌چری و حدود ۲۸٬۰۰۰ (بر اساس تخمین‌های دیگری از ۲۰٬۰۰۰ تا ۳۵٬۰۰۰) سرباز کشته شدند.
صوقوللی محمد پاشا، وزیراعظم سلیمان خبرنامه‌هایی به نام سلطان جعل و اعلام پیروزی کرد. درحالی که او دو روز پیشتر از شدت بیماری جان سپرده بود. قلب و اندام‌های داخلی او در سیگت‌وار ماند و جسدش به استانبول بازگردانده شد؛ درحالی که حلقه داخلی مقامات وانمود می‌کردند با او در ارتباط هستند. این توهم به مدت سه هفته ادامه یافت و حتی پزشک شخصی سلطان نیز برای احتیاط خفه شد. به احتمال زیاد سفر و محاصره طولانی تأثیر مخربی بر سلامت او داشته است. فوت او بدان معنا بود که هرگونه پیشرفتی به تعویق می‌افتاد؛ وزیر اعظم مجبور بود برای جانشینی سلیم دوم، به پایتخت بازگردد. حتی اگر سلیمان هم زنده می‌ماند، ارتش او نمی‌توانست در مدت کوتاه بین سقوط قلعه و شروع زمستان دستاورد زیادی داشته‌باشد. مقاومت طولانی در سیگت‌وار، فشار عثمانی به وین را به تأخیر انداخت. در ۲۶ اوت ۱۵۶۷ ماکسیمیلیان دوم دو سفیر به استانبول فرستاد و سلیم دوم از آن‌ها استقبال خوبی کرد. توافق‌نامه صلح ادرنه در ۲۱ فوریه ۱۵۶۸، پس از پنج ماه مذاکره با صوقوللی محمد پاشا امضا شد. سلطان جدید با یک آتش‌بس هشت ساله موافقت کرد. با این وجود این قرارداد تا پیش از جنگ طولانی بعدی، ۲۵ سال صلح بین دو امپراتوری به ارمغان آورد. طبق معاهده، آتش‌بس مشروط بود و ماکسیمیلیان هم با پرداخت خراج سالانه ۳۰٬۰۰۰ دوکات موافقت کرد.

## میراث و تأثیر فرهنگی

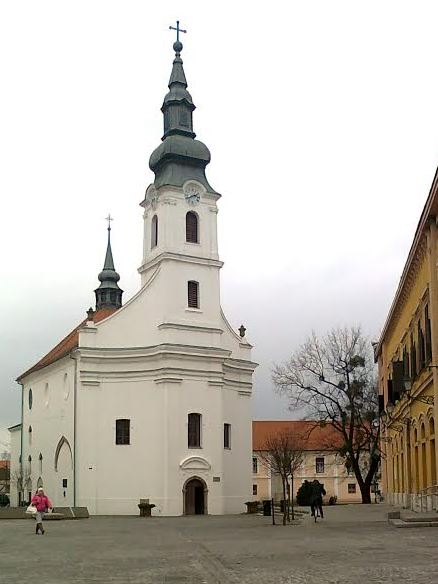
کلیسای کاتولیک رومی سِنت روکوش که در ابتدا یک مسجد جامع بود.

### مسجد جامع
مسجد علی پاشای سیگت‌وار (۱۵۷۰)، پس از اشغال عثمانی ساخته شد و بلافاصله پس از سقوط عثمانی به یک کلیسای محلی بدل گردید. این بنا یکی از معدود مسجدهای جامع سابق در منطقه است که جنبه پیشین خود را در طول انتقال به کلیسا به خوبی حفظ کرده است. مسجد علی پاشا بر روی بقایای کلیسای قرون وسطایی بنا نشده و ساختمان مربع تک‌گنبدی استاندارد از نوع مسجدهای جاکوو و پچ دارد.
مسلمان‌کردن مردم مجارستان در دوره عثمانی برخلاف وضعیت بوسنی ناچیز بود؛ زیرا اکثر مسلمانان عضو ارتش یا وابسته عثمانی بودند. بر اساس سوابق مالیاتی جمعیت مسلمان بارانیا به‌ویژه در پچ متمرکز بودند و جمعیت روستایی در بخش‌های جداگانه کاتولیک، کالوین، لوتری، وحدت‌گرا و ارتدوکس یونانی سکنی داشتند. پس از خروج مسلمانان، مساجد و زیارتگاه‌های خالی که تخریب نشدند، به سرعت توسط یسوعی‌ها و فرانسیسکن‌های کروات تصرف شدند.

### تربت سلیمان

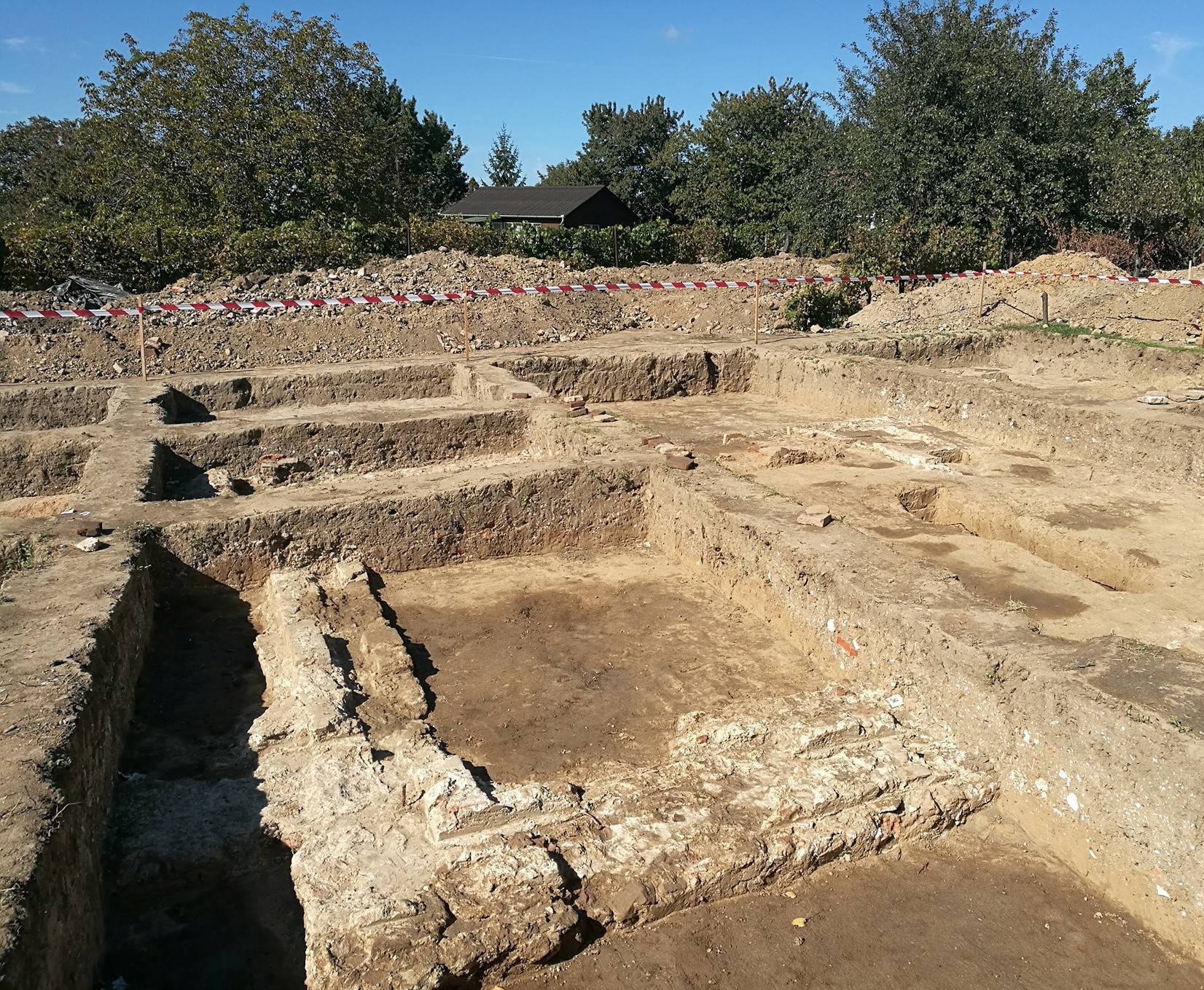
تصویری از بقایای تربت سلیمان

در محلی که جسد سلیمان برای کوتاه‌مدتی نگهداری شد، قلب و اندام‌های داخلی او را خاک کردند و بعدها تربت، مسجد، صومعه درویشان و پادگان در اطراف بقعه پدید آمد و این مکان به زیارتگاه تبدیل شد. در دهه ۱۶۸۰، سربازان هابسبورگ آن سکونتگاه را ویران کردند و این مکان در گذر زمان از یادها رفت. تا اینکه در سال ۲۰۱۶ پایه‌های سنگی آن به ارتفاع چند سانتی‌متر در زیر تاکستان شخصی در حفاری‌ها پیدا شد.

### حماسه
حماسه محاصره سیگت اثر اصلی میکلوش زرینی (شاعر) متشکل از ۱۵ ترانه است که در آن یاد و خاطره جدش نیکولا زرینسکی را که قهرمانانه از سیگت‌وار دفاع کرد گرامی داشت. علیرغم اینکه تفسیر زبان منسوخ آن برای خواننده عادی دشوار است، تا به امروز یکی از معدود آثار ادبی مجاری قبل از قرن نوزدهم است که هنوز به‌طور گسترده برای مردم آن شناخته شده است. این حماسه توسط برادر وی، پِتِار زرینسکی به کرواتی ترجمه شد.

## واژه‌نامه
1. ↑  Szent Rókus
2. ↑  به لاتین: Obsidio Szigetianae